# Albrecht Platou
Albrekt Hans Klaus Platou (meist Albrecht Platou; * 24. Januar 1878 in Maniitsoq; † 21. Dezember 1948 in Napasoq) war ein grönländischer Landesrat.

## Leben
Albrecht Platou war der Sohn des Jägers Kristian Ole Niels Adam Hans Platou (1850–?) und seiner Frau Bodil Lovise Augusta Sara Lyberth (1852–?). Sein Urgroßvater war der Inspektor Christian Alexander Platou. Albrecht war Jäger wie sein Vater und Mitglied des Forstanderskabet. Später war er auch Mitglied des Gemeinderats und 1917 wurde er für eine Periode in Sydgrønlands Landsråd gewählt. 1921 nahm er jedoch nicht an der Sitzung teil. Albrecht Platou starb Ende 1948 im Alter von 70 Jahren.